# Earnest Evans
Earnest Evans (アーネスト・エバンス Aanesuto Ebansu) es un videojuego de plataformas para Sega Mega Drive y Sega Mega-CD. El protagonista, de nombre Earnest Evans, con un sinestro parecido a Indiana Jones siendo el primer capítulo de la trilogía de la desaparecida Wolf Team la cual incluye El Viento y Anett Futatabi. En este capítulo en especial Earnest Evans es un aventurero, que sale en la búsqueda de tesoros en algunas ruinas del continente americano pobladas extrañamente por unos grandes monstruos.

## Historia
La historia del juego está relacionada con el título El Viento. La temática reside básicamente en que su abuelo fue alguna vez un famoso arqueólogo el cual por toda su vida estuvo en la incansable búsqueda de tres ídolos legendarios en los años 1930. Se decía que aquellos ídolos podrían traer el desastre sobre la tierra y la humanidad de caer en las manos incorrectas por obvias razones. Pero a pesar de sus esfuerzos, él (abuelo) nunca lograría encontrar si no uno de los tres ídolos. 
Cincuenta años más tarde, siendo esto una tradición familiar, su nieto ya adulto (Earnest Evans) se da a la tarea de seguir su trabajo. Sabiendo esto el líder de la corporación Brady Tressider tiene en mente sus propios proyectos, y hará algo para detener al héroe, siendo el antagonista de este juego. 
En algún momento de su aventura, se encuentra con Annette, un atractiva chica con poderes psíquicos, ya siendo ella parte de la historia ellos forman un equipo junto con un lobo solitario y misterioso llamado a sí mismo Sigfried, que como objetivo unido es sellar a Hastur, Dios de la oscuridad.

## Personajes
- Earnest Evans III
- Annet Myler
- Sigfried
- Al Capone
- Brady Tresidder
- Hastur
- Charlotte

## Características del Juego
Básicamente es un juego de acción del género plataformas muy simple pero siendo pelicular por lo cómico de los sprites a lo largo del desarrollo del juego.
En el juego se controla a Earnest Evans, armado con su fiel látigo o en algunas otras ocasiones con piedras u otros objetos como arma secundaria o primaria según sea el caso. 
El héroe puede brincar, subir o bajar por cuerdas y lianas, ponerse de cuclillas y dar piruetas, todo con una velocidad notablemente escasa que en la mayoría de los casos frustra el control sumado a la pobre movilidad del personaje para evitar todo tipo de ataques.
Hay muchos obstáculos en los niveles (hoyos sin fondo, puentes aplastantes, lava, etc.), así como gánsteres y bizarros monstruos por eliminar. Teniendo como objetivo final en cada nivel a un jefe, siendo en todos los casos un monstruo, a los cuales no se les menciona por sus nombres.

## Sumario
Tras su salida el juego paso desapercibido en la mayoría de los casos tanto en Japón como en el EE. UU., debido a su pobre calidad y teniendo un estilo de juego muy lineal. El juego destaca por la gran cantidad de anime japonés en las animaciones del juego y el diseño de los personajes y entornos.